# Estação Pont de Sèvres
Pont de Sèvres é uma estação da linha 9 do Metrô de Paris, localizada na comuna de Boulogne-Billancourt. É o terminal ocidental da linha.

## História

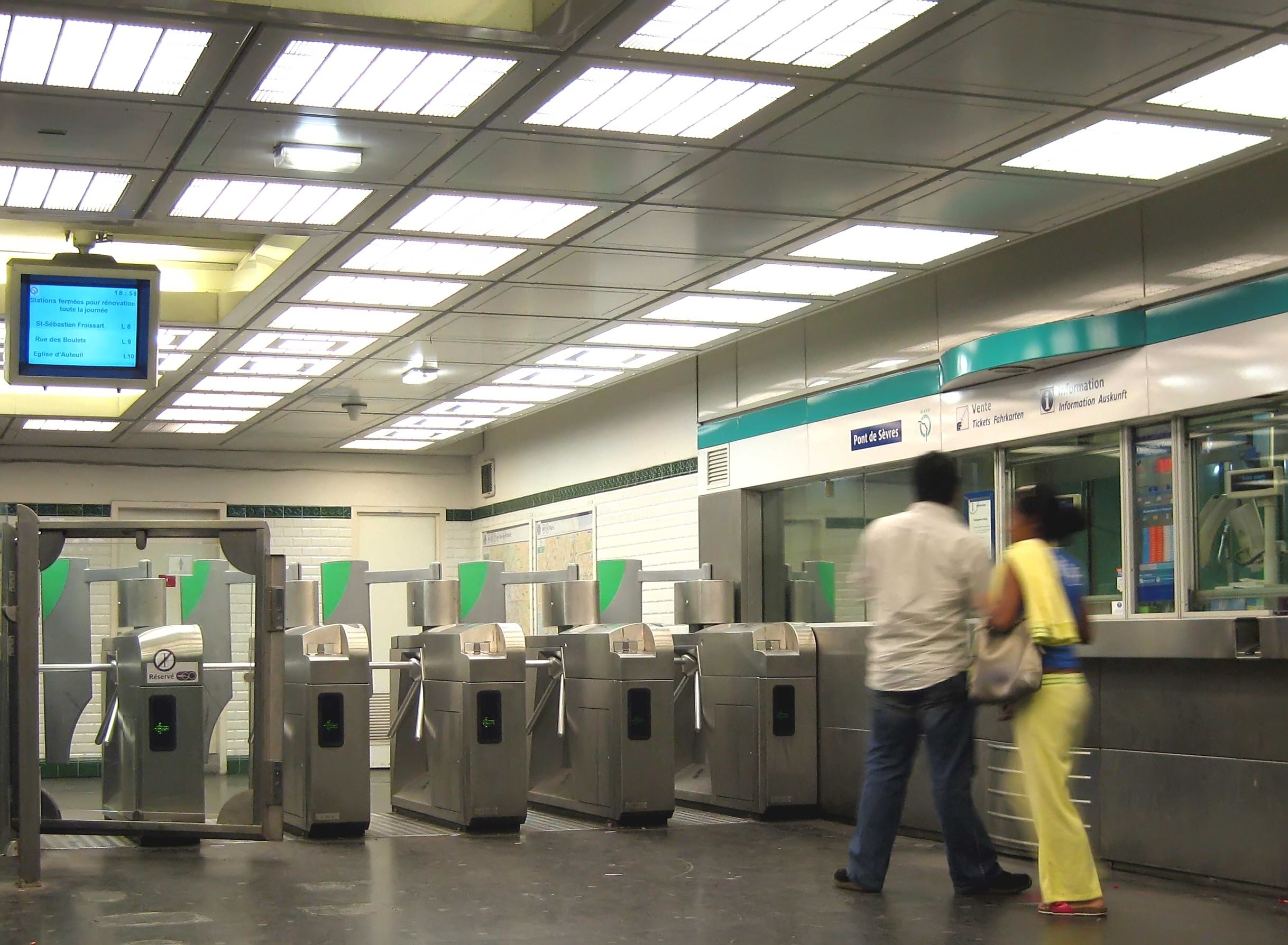
Bilheteira e bloqueios da estação

A estação foi inaugurada em 3 de fevereiro de 1934.
Em 1943, durante um ataque aéreo aliado destinado a destruir as fábricas da Renault em Boulogne-Billancourt (Île Seguin), as bombas não atingiram seus alvos e deixaram 300 mortos, incluindo 80 ao redor da estação Pont de Sèvres, que foi parcialmente destruída.
Em 2011, 4 352 829 passageiros entraram nesta estação. Em 2012, 4 470 244 passageiros entraram nesta estação, o que a coloca na 104ª posição nas 301 estações da rede pela sua frequência. Em 2013, a estação viu entrar 4 557 271 passageiros, o que a coloca na 99ª posição das estações de metrô por sua frequência.

## Serviços aos passageiros

### Acessos
- Acesso 1: gare routière
- Acesso 2: quai Alphonse Le Gallo
- Acesso 3: rue de Bellevue

### Plataformas
Devido ao seu status de terminal, Pont de Sèvres é uma estação de configuração particular com três vias e duas plataformas sob uma abóbada elíptica.
- Na direção de partida, o acesso é feito através de uma plataforma central. Os trens partem sucessivamente de um lado e depois do outro. Uma tela luminosa possibilita identificar qual lado da plataforma será a próxima partida.
- Na direção de chegada, os passageiros descem em uma plataforma dedicada a saídas. No entanto, fora do horário de pico, o trem que chega ao seu terminal pode ser direcionado para a plataforma insular onde ocorre o desembarque de passageiros.

A decoração é do estilo "Andreu-Motte", com duas rampas com iluminação verde e um banco de alvenaria descontínuo na plataforma de embarque, coberto com telhas verdes planos e equipado com assentos "Motte" da mesma cor. Esses arranjos são combinados com as telhas de cerâmica brancas biseladas que recobrem os pés-direitos e a abóbada. Os quadros publicitários são metálicos e o nome da estação é registrada na fonte Parisine em placas esmaltadas.

### Intermodalidade

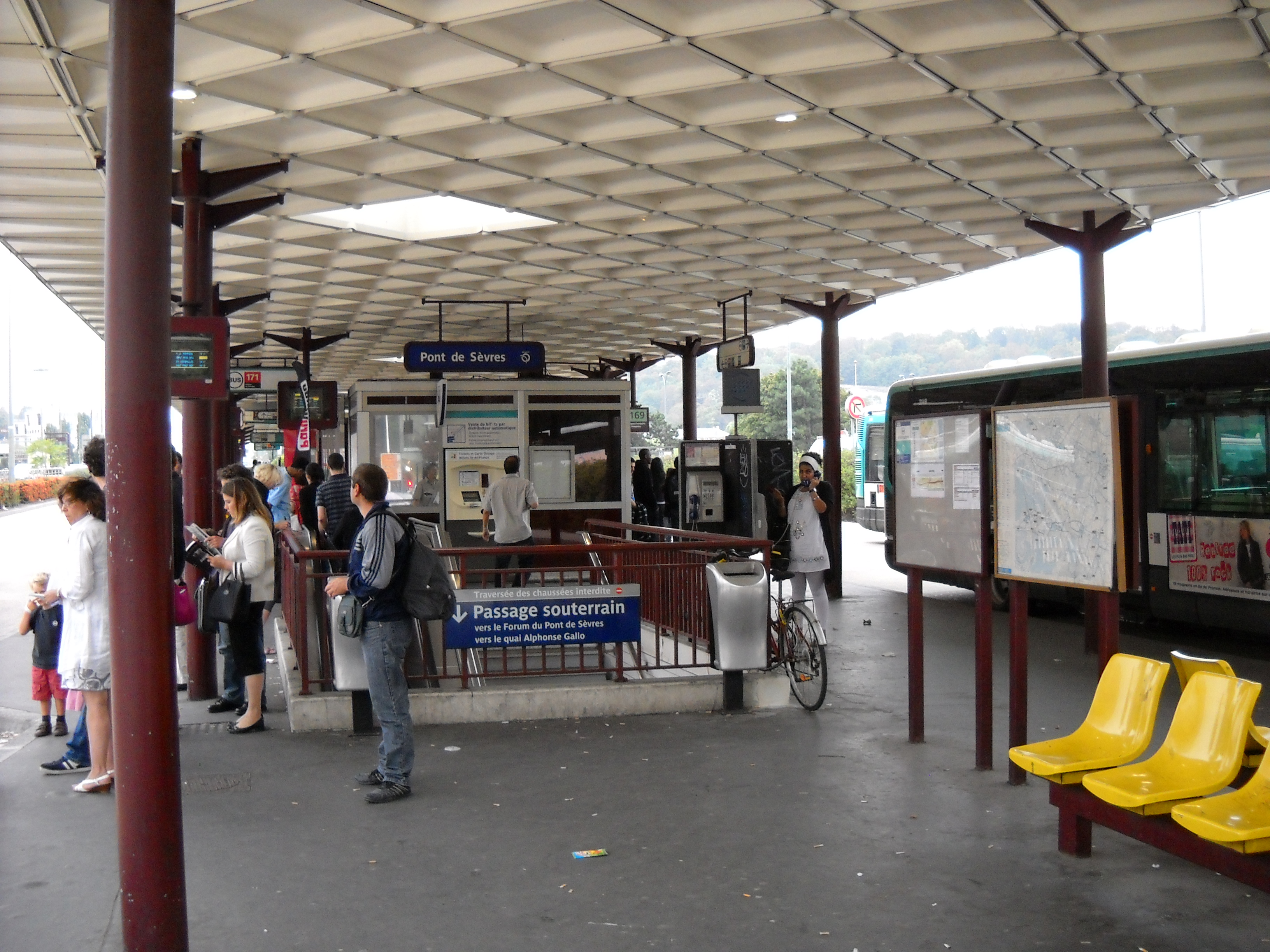
Entrada para a estação no terminal de ônibus

A estação está remotamente conectada à estação de bonde Musée de Sèvres, localizada na linha T2, na margem esquerda do Sena.
Ela também é servida pelas linhas 169, 171, 179, 291, 426 e 467 da rede de ônibus RATP, pelas linhas 40 e 42 da rede de ônibus Phébus, pela linha 17 da empresa de transporte Hourtoule, pelo linha 39.34 da empresa de transporte SAVAC e, à noite, pelas linhas N12 e N61 da rede de ônibus Noctilien.

## Pontos turísticos
A estação está localizada perto do Museu Nacional de Cerâmica e do Parc de Saint-Cloud, ambos localizados do outro lado da pont de Sèvres.

## Projetos
Está previsto para estabelecer em 2025 o terminal da primeira seção da linha 15 do Grand Paris Express. A futura estação estará localizada em Boulogne-Billancourt, nos limites de Sèvres, sob a plataforma Georges-Gorse, nas margens do Sena. Ele será conectada à estação de metrô por um corredor de cem metros. Suas plataformas estarão a uma profundidade de -28 metros. O design da estação é confiado à agência de arquitetura Jean-Marie Duthilleul. O edifício será em concreto acetinado.
O artista sonoro e visual japonês Ryoji Ikeda criará uma instalação artística na estação em coordenação com Jean-Marie Duthilleul. Chamada de “data.scape”, será uma longa parede digital de metro, feita de módulos de LED que difundirão durante o dia todas as seqüências de DNA do genoma humano (cromossomo 1-22, XY); à noite, um grande mapa do céu desenhado com precisão e apresentando o céu visto da pont de Sèvres rolará suavemente na mesma tela.
A estação de metrô existente será modificada para tornar a estação de ônibus acessível a pessoas com mobilidade reduzida da linha 15 por dois elevadores (este trabalho não tornará a estação da linha 9 acessível). A bilheteria existente será reformada e um novo espaço de troca será criado.
A construção da própria estação é confiada a um consórcio liderado por Bouygues Travaux Publics e composto pelas empresas Soletanche Bachy France, Soletanche Bachy Tunnels, Bessac, Sade. Ela começou em setembro de 2017 para entrega em 2025.
A construção de uma estacada no Sena está em andamento desde junho de 2018. Essa plataforma permitirá que os barcos de atracar e de parar para a evacuação da escavação do local pelo rio. A construção do corredor de conexão entre a linha 9 do metrô e a linha 15 também começou no verão de 2018.